# Triatlon

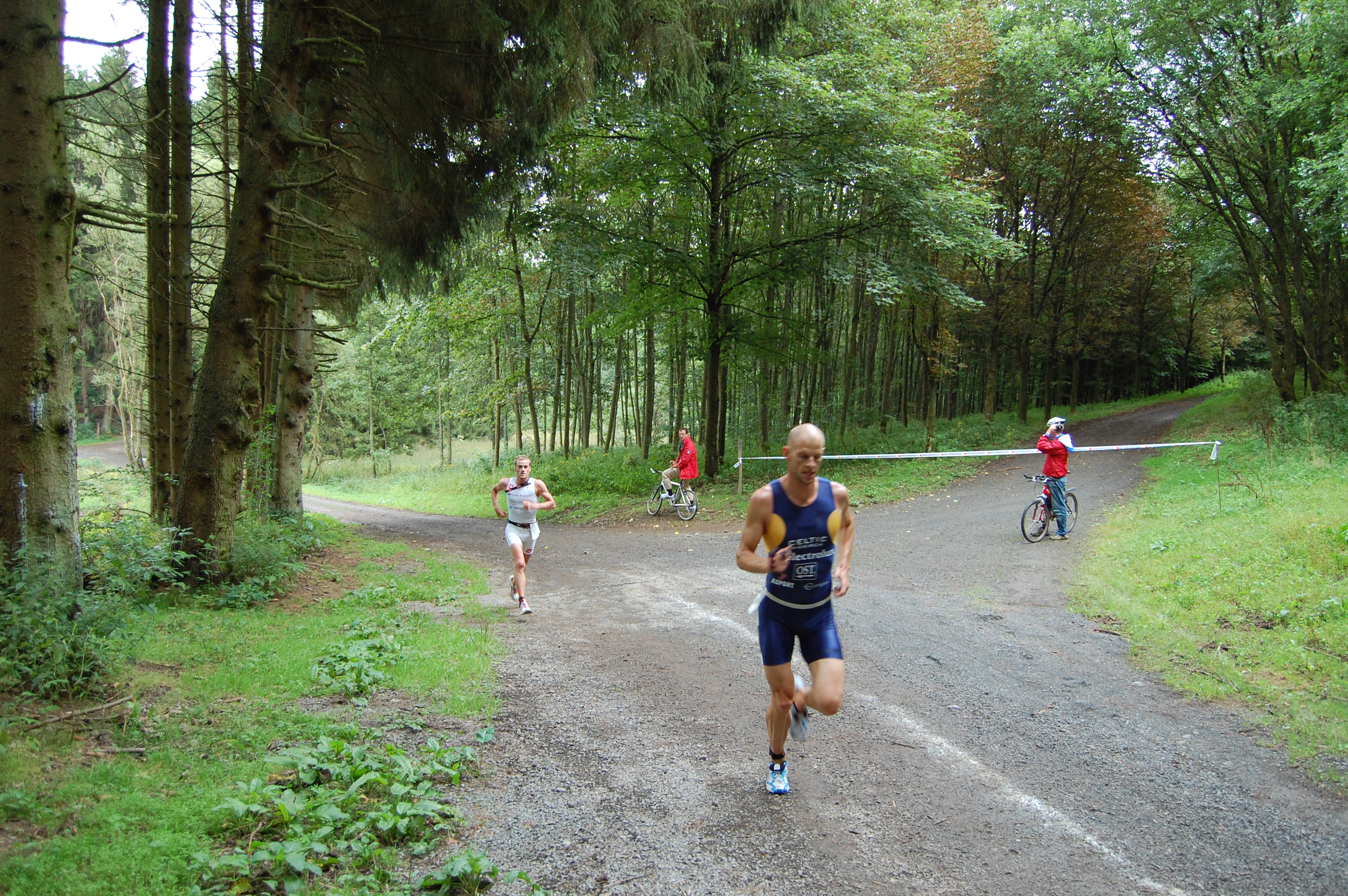

A triatlon sorrendben úszásból, kerékpározásból és futásból álló, fiatal sportág. A három versenyszámot egymás után, pihenés nélkül kell teljesíteni, és a versenyidőbe a két szám közötti átöltözés ideje (az úgynevezett depóidő) is beleszámít. A triatlon alapvetően egyéni sport, de rendeznek csapatversenyeket is. A triatlonban versenyző sportolókat triatlonistának vagy – nálunk kevésbé elterjedt szóval – triatlétának is nevezik. Az alábbiakban a Magyarországon érvényes szabályok alapján ismertetjük a triatlont; más országokban, illetve a nemzetközi versenyeken ennél kisebb eltérések lehetnek. Eltérhetnek az itt leírtaktól a hivatalos versenynaptárban nem szereplő rendezvények távjai és szabályai is.
A sportág népszerűsége az elmúlt években folyamatosan növekszik, köszönhetően annak, hogy változatos, nagy állóképességet és kitartást igénylő mozgásforma. A triatlon különböző távokon kerül megrendezésre, így a kezdők és a tapasztalt sportolók is megtalálják a számukra megfelelő kihívást. A leggyakoribb távok közé tartozik a sprint-, olimpiai-, középtávú és az ironman verseny, amelyek az úszás, a kerékpározás és a futás különböző hosszúságú változatait foglalják magukban.

A versenyeken való részvételhez általában alapvető felszerelésre van szükség, mint például úszófelszerelés, kerékpár, bukósisak és futócipő. A triatlon tehát nemcsak fizikailag, hanem logisztikailag is kihívásokat jelent, de éppen ez a sokszínűség teszi vonzóvá sokak számára.

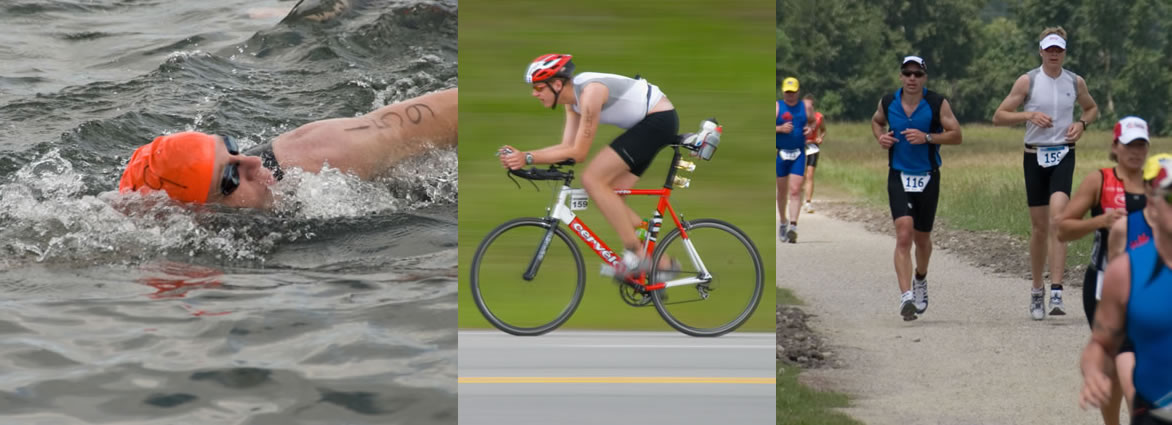
A triatlon három száma: úszás, kerékpározás, futás

## Rokon sportágak, változatok
- Duatlon: sorrendben futásból, kerékpározásból és futásból álló sportág.
- Aquatlon: sorrendben futásból, úszásból és futásból vagy csak úszásból és futásból álló sportág.
- Téli triatlon: sorrendben futásból, hegyikerékpározásból és sífutásból álló sportág.[1]
- Quadriatlon: sorrendben úszásból, kajakozásból, kerékpározásból és futásból álló sportág.
- Tereptriatlon, terepduatlon: olyan triatlon- vagy duatlonverseny, amely (triatlon esetén) nyílt vízi úszásból, hegyikerékpározásból és terepfutásból áll. A kerékpáros és a futópálya elsősorban burkolatlan utakon, lehetőleg nagy szintkülönbséggel van kijelölve.
- Ultratriatlon: a klasszikus Ironman távjánál hosszabb triatlonverseny (lásd az Ultratriatlonok című fejezetet.)
- Ergotlon: Az első versenyt 2011-ben rendezték meg az evezősök és triatlonosok között. Sorrendben futásból, görgőre állított kerékpározásból és ergométerből áll.

Magyarországon a duatlon és az aquatlon sportági szervezete és szabályozása (az utóbbi természetesen értelemszerű eltérésekkel) megegyezik a triatlonéval. A két előbbi sportág versenyzői köre is jelentős részben a triatlonisták közül kerül ki. A triatlonversenyek szezonja nyáron van, a duatlon azonban lehetővé teszi a sportolóknak, hogy a versenyszezont a tavaszi és az őszi időszakra is kiterjesszék.

## Versenytávok, korosztályok

### A klasszikus felnőtt távok

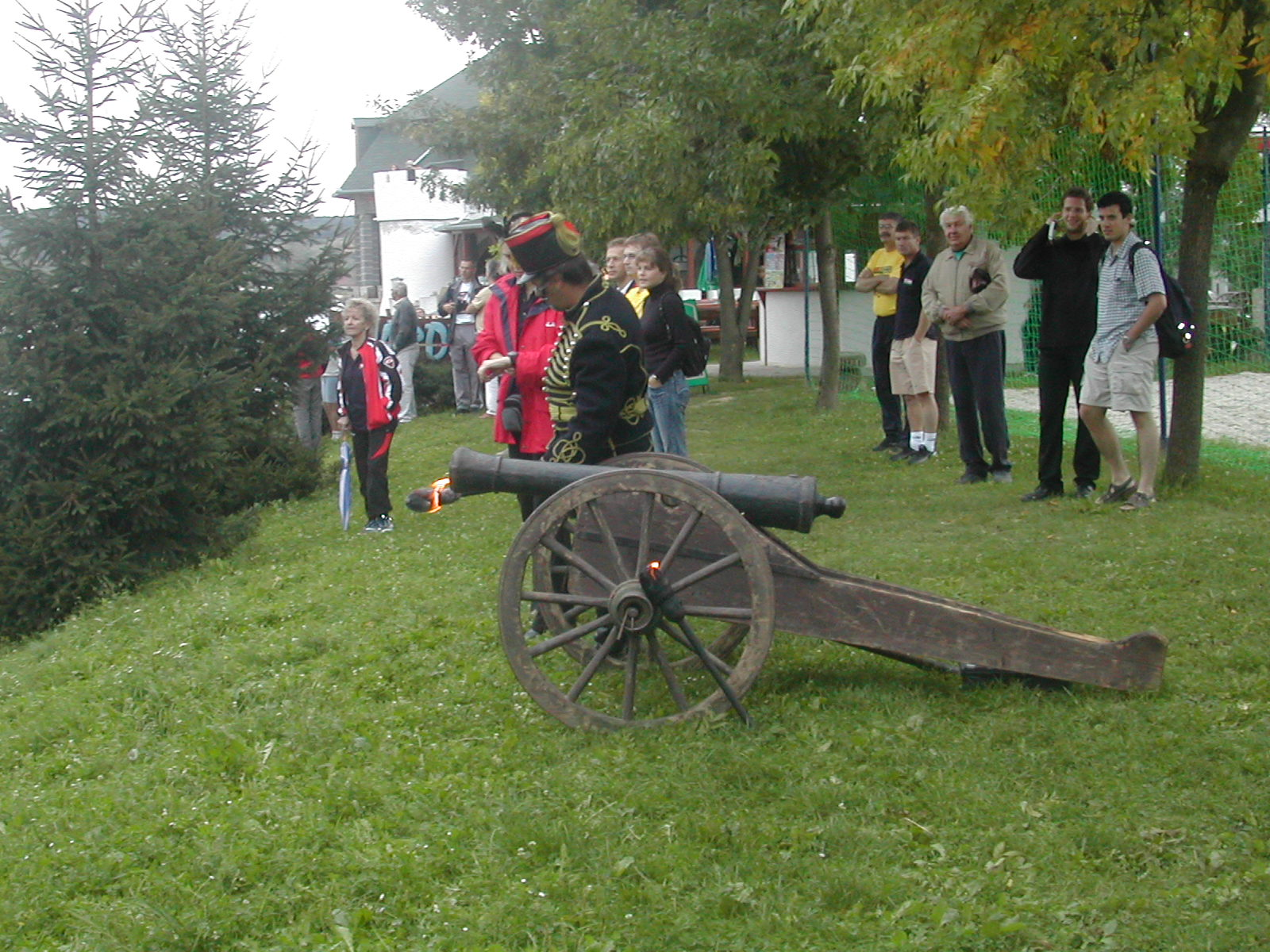
A hosszú távú versenyek rajtját gyakran ágyúból lövik el

| Megnevezés | Triatlon úszás–kerékpározás–futás | Duatlon futás–kerékpározás–futás | Aquatlon futás–úszás–futás |
| ---------- | --------------------------------- | -------------------------------- | -------------------------- |
| Sprinttáv  | 0,75 – 20 – 5                     | 5 – 20 – 2,5                     | 2,5 – 1 – 2,5              |
| Rövid táv  | 1,5 – 40 – 10                     | 10 – 40 – 5                      | nincs                      |
| Középtáv   | 1,9 – 90 – 21,0975                | nincs                            | nincs                      |
| Hosszú táv | 3,8 – 180 – 42,195                | nincs                            | nincs                      |

A táblázatban a hivatalos nevek állnak, de a triatlonos köznyelvben más elnevezések is ismertek:
- A rövid távot olimpiai távnak is nevezik. Magyarországi versenyek: Orfűmad Orfű (május közepe), Extrememan 51,5 Velence (május vége), BÚI Triatlon Fonyód (június eleje), Keszthely triatlon (június eleje), Vasi Vasember Szombathely (július eleje), SporTolna Triatlon Fesztivál Fadd-Dombori (augusztus eleje) Tiszafüred Öntúlszárnyalás Tiszafüred, Ábrahámhegyi Amatőr Kupa, Ábrahámhegy (szeptember eleje)
- A középtávú versenyt gyakran féltávúnak is hívják. Ezzel arra utalnak, hogy a „teljes” táv a hosszú táv, az Ironman versenyek távja. A középtávú verseny ennek pontosan a fele. Magyarországon a következő középtávú versenyeket rendezik: Keszthely Triatlon (június), Extrememan 113 Kaposvár (június utolsó, vagy július első vasárnapja 4 héttel a nagyatádi hosszútávú verseny előtt), Szálka Triatlon (augusztus), Balatonman Balatonfűzfő (szeptember).
- A hosszú távot a köznyelv ironmannek is nevezi, mivel megegyezik az Ironman versenyek távjával. (Ebben az esetben az ironman szót köznévként használjuk.) Az Ironman (tulajdonnévként) a World Triathlon Corporation bejegyzett védjegye, ezért ironman helyett gyakran ironman távú versenyről beszélnek. Ironmannek nevezik az olyan triatlonistákat is, akik már teljesítettek hosszú távú versenyt. Magyarországi hosszútávú verseny: ExtremeMan Nagyatád (július vége).

Megjegyzések:
- A hosszú távú triatlon 42,195 kilométeres futószáma megegyezik a klasszikus maratoni távval.
- Az ITU (lásd a Triatlonszervezetek című fejezetet) középtávon (15 km – 76 km – 7,5 km) is rendez duatlonversenyt.[2] Ezt Long Distance Duathlonnak nevezik, de valójában a középtávnak felel meg.
- Az ITU Long Distance Triathlon rendezvények nem azonosak a hosszú távú versenyekkel, a távjuk 3 km – 80 km – 20 km, ami lényegében a középtávnak felel meg.[3] Ezeknek a versenyeknek a távja 2006 előtt 3 km – 130 km – 30 km volt, ami egyik klasszikus távhoz sem igazodik.
- A fentiek miatt ha angolul egyértelműen akarjuk kifejezni magunkat, akkor a hosszú távú versenyt nem „long distance”, hanem „full distance triathlon” vagy „iron distance triathlon” néven célszerű említeni.

### Gyermektávok
| Megnevezés  | Triatlon úszás–kerékpározás–futás | Duatlon futás–kerékpározás–futás | Aquatlon úszás-futás |
| ----------- | --------------------------------- | -------------------------------- | -------------------- |
| Újonc táv   | 0,2 – 4 – 1                       | 1 – 4 – 0,5                      | 0,2 – 1              |
| Gyermek táv | 0,3 – 8 – 2                       | 2 – 8 – 1                        | 0,3 – 1,5            |
| Serdülő táv | 0,5 – 12 – 3                      | 3 – 12 – 1,5                     | 0,5 – 2              |

### Korosztályok és versenytávok
Ezen a helyen összefoglalva ismertetjük a Magyar Triatlon Szövetség besorolását. A korosztályok táblázatos felsorolása a versenyszabályzatban megtalálható.
A 20 éves vagy annál idősebb versenyzők sprinttávon, illetve bármely ennél hosszabb távon versenyezhetnek. A korosztályos besorolás szempontjából a 20-39 év közöttiek a felnőtt, ezen belül a 20-23 évesek az U23 kategóriában is indulnak. A továbbiakban ötévenként lépnek magasabb korosztályba, tehát 40-44 év között vannak a senior 1-es versenyzők stb. A korosztályok rendre: szenior 1, szenior 2, szenior 3, szenior 4, veterán 1, veterán 2, veterán 3, veterán 4. A legutolsó kategóriába tartozik az összes 75 évet elérő versenyző.
A fiatalabb versenyzők csak a korosztályuknak megfelelő versenytávon indulhatnak az alábbiak szerint:
| Életkor   | Korosztály | Hivatalos versenytáv |
| --------- | ---------- | -------------------- |
| 11 évesig | Újonc      | Újonc táv            |
| 12–13     | Gyermek    | Gyermek táv          |
| 14–15     | Serdülő    | Serdülő táv          |
| 16–17     | Ifjúsági   | Sprinttáv            |
| 18–19     | Junior     | Sprinttáv            |

Megjegyzések:
- A junior versenyzők sprint és rövidtávon indulhatnak.
- A kor kiszámításánál csak a születési év számít, a pontos dátum nem.

### Az Ironman és az Ironman 70.3
Az Ironman a World Triathlon Corporation (lásd a Triatlonszervezetek című fejezetet) által rendezett hosszú távú versenyek neve. Hivatalosan csak a hawaii ironman világbajnokság, valamint a WTC által feljogosított (a világ számos országában rendezett) kvalifikációs versenyek viselhetik az Ironman nevet. Az 1978-ban első alkalommal megrendezett hawaii Ironman – bár nem volt az első triatlonrendezvény – a sportág látványos fejlődésének kezdetét jelentette, és ma is ez a verseny a triatlonisták mekkája. A versenyre a profi sportolók a kvalifikációs versenyeken szerzett helyezéssel, az amatőrök pedig vagy kvalifikációval, vagy sorsolás révén juthatnak el.
Az Ironman 70.3 a WTC féltávú triatlonversenyeinek neve. Az elnevezés arra utal, hogy az 1,9 km úszásból, 90 km kerékpározásból és félmaratoni futásból álló verseny három számában összesen 70,3 mérföldet tesznek meg a versenyzők. A hawaii indulás jogát sorsoláson elnyerő amatőröknek az Ironmant megelőző időszakban legalább egy ilyen hosszúságú versenyt kell teljesíteniük, hogy a részvételi szándékukat megerősítsék.
Az Ironman versenyeken a magyar triatlonisták közül a 2005-ben visszavonult Kropkó Péter ért el kiemelkedő eredményeket: számos Ironmant megnyert, Hawaiin pedig kétszer lett hetedik. 2007-ben Csomor Erika tizedikként, 2008-ban pedig negyedikként ért célba Hawaiin a profi női versenyzők között. 2008-ban az arizonai Ironman versenyen kettős magyar győzelem született Major József és Csomor Erika révén.

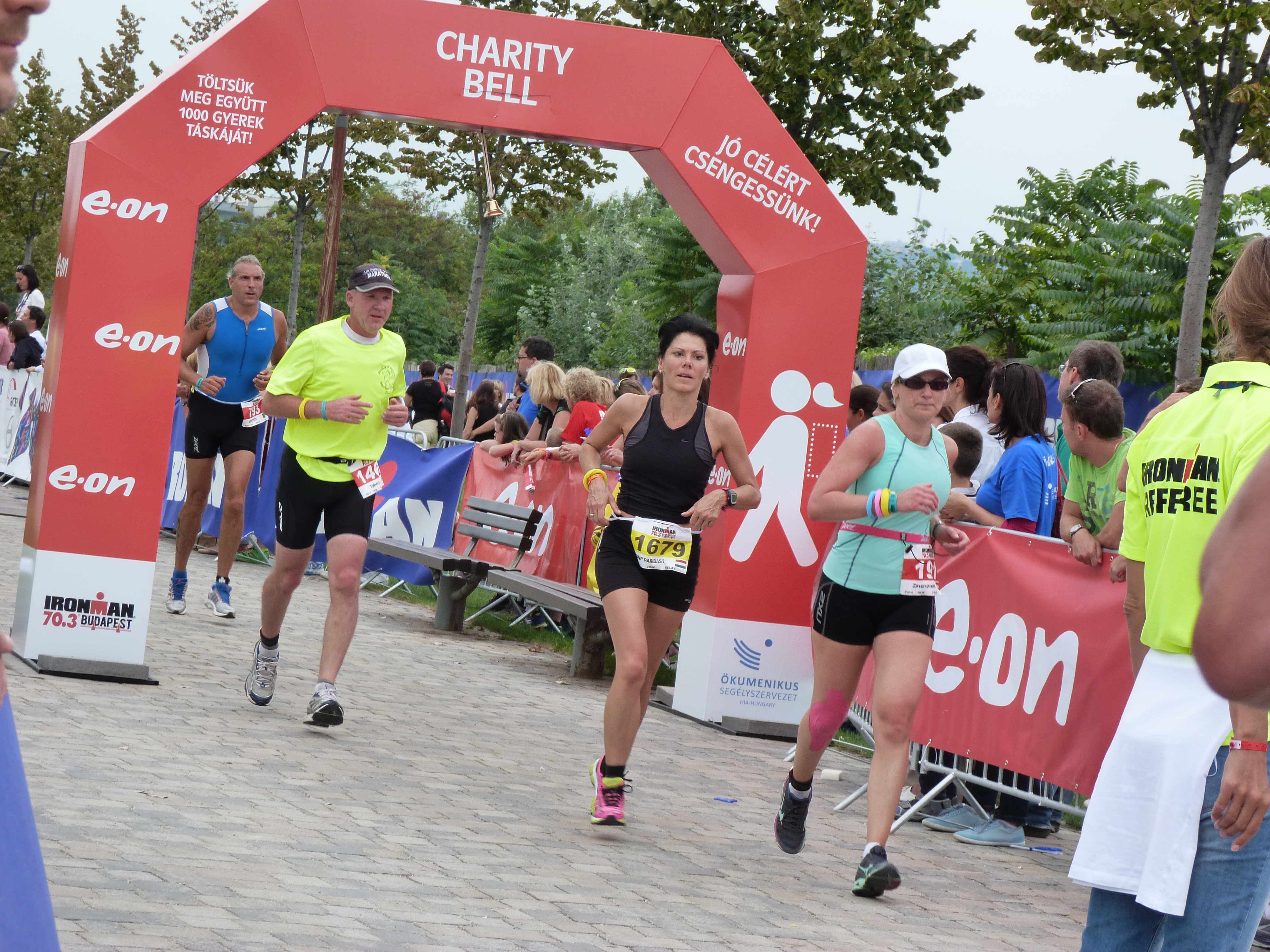
Ironman 70.3 Budapest – 2014

2014. augusztus 22–24. között Budapesten rendezték meg az Ironman 70.3 -at.

### Ultratriatlonok
Az ultrafutás mintájára (amely a maratonnál hosszabb távú futást jelenti) ultratriatlonnak hívják a klasszikus triatlontávnál, azaz az Ironman távjánál (hosszú táv) hosszabb triatlonversenyeket. Ezeket két fő csoportba sorolhatjuk:
- A klasszikus ultratriatlonok az Ironman távjának egész számú többszörösei. Ezek megőrzik az úszás, kerékpározás és futás sorrendjét és folytonosságát. A versenytávok a dupla, tripla, négyszeres és ötszörös ironmantáv, valamint a dekatriatlon, amely a hosszú táv tízszeresét jelenti. Ez utóbbi tehát 38 km úszásból, 1800 km kerékpározásból és 422 km futásból áll.
- A többnapos ultratriatlonokat Mexikóban vezették be 2006-ban. Ezek a teljesítés hagyományos folytonosságát megtörve az „egy nap – egy ironman” elvet követik, vagyis egymás utáni napokon kell egy-egy hosszú távú triatlont teljesíteni. A klasszikus ultratriatlonhoz hasonlóan ezt a versenyt is kétszeres, háromszoros, négyszeres, ötszörös és tízszeres távon rendezik.[8][9]

Vannak egyéb versenyek is, például a Freestyle Ultra Triathlon 1+2, amely az első napon egy szimpla ironmanből, majd következő napi starttal egy duplából áll.
Mások triatlonszerű kihívásokat szerveznek. Ilyen a háromnapos Enduroman, amely – a három szám hagyományos sorrendjét megváltoztatva – egy 87 mérföldes (140 kilométeres) London–Dover futásból, egy Csatorna-átúszásból és egy 180 mérföldes (290 kilométeres) Calais–Párizs kerékpározásból áll, és egyénileg teljesíthető.

## A bolyozás

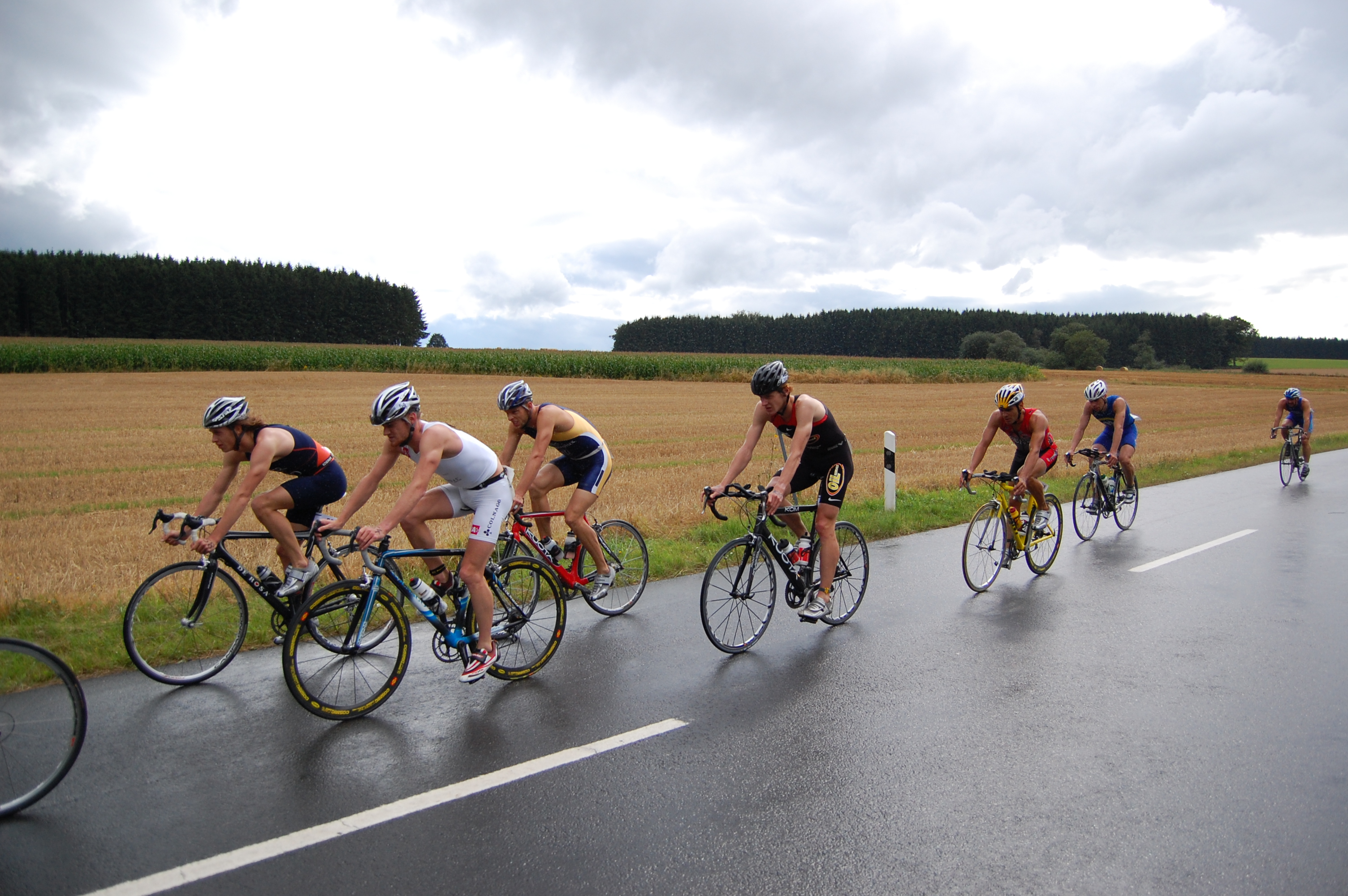
Bolyozó versenyzők. A kormányokon nincs könyöklő.

A bolyozás egymás szoros követését jelenti az energiatakarékosság céljából, és általában a kerékpáros bolyozást értik alatta (az úszásnál inkább lábvízen úszásról szokás beszélni). Bolyozni lehet másik kerékpár vagy más jármű mögött is, de alapesetben a kerékpárosok egymás mögötti szoros, szélárnyékban való haladását szokták ezzel a szóval jelölni.
A triatlonban eredetileg tilos volt a bolyozás. Az általános tilalmat 1995-ben feloldották, de sok versenyen, elsősorban a hosszabb távokon, ma is megmaradt. A triatlonban alapkérdés, hogy szabad-e bolyozni, mivel ez a verseny jellegét és lefolyását meghatározza. Emiatt indokolt a kérdéssel kiemelten foglalkoznunk.
Bolyozási tilalom esetén a versenyzőknek általában tízméteres követési távolságot kell tartaniuk egymástól. A szabályok meghatározzák az oldaltávolságot, a más járművek mögötti követési távolságot, valamint az előzés lefolyását is. Ilyenformán a verseny egyéni jellege jobban kidomborodik, a verseny nagy részét kitevő kerékpáros szám erősebben próbára teszi a versenyző állóképességét. Hátránya, hogy verseny közben nehéz pontosan felmérni a távolságokat, emiatt gyakoribbak a büntetések és kizárások, illetve az óvások. A rövid távúnál hosszabb versenyeken mindig tilos a bolyozás.
Rövidebb távokon általában engedélyezik a bolyozást. Ilyenkor balesetmegelőzési okból a könyöklő (ld. lentebb) használata a serdülő korosztályok alatt tilos (mivel könyöklő helyzetben nehezebb irányítani a kerékpárt, és megnő az ütközések veszélye). A bolyozós versenyeket kritikusaik a jó úszók futóversenyének is szokták nevezni, mert jó úszással lehet elkapni egy megfelelő bolyt, viszont a bolyban haladás energiát takarít meg a kerékpáros szakaszon, és ezzel kiélezi a küzdelmet a futópályán. A bolyozás megnöveli a taktika szerepét az állóképesség rovására, és lehetővé teszi, hogy a (például egy csapatba tartozó) versenyzők segítsék egymást. (A bolyt vezető kerékpáros nem élvezi a bolyozás előnyét, de az egy bolyban haladók vezethetnek felváltva is.) Bolyozós versenyeken a férfiak és a nők külön futamban indulnak. Ilyenkor sem szabad másik futamban induló versenyző vagy más jármű – például a felvezető autó – mögött bolyozni, csak az ugyanabban a futamban induló versenyzők mögött.
A bolyozás részletes szabályai az évente kiadott versenyszabályzatban folyamatosan változnak.

## A verseny szakaszai

### Bedepózás
A bedepózás a kerékpározáshoz és a futáshoz szükséges felszerelések leadását jelenti. Történhet közvetlenül a verseny előtt vagy a megelőző napon is. A kerékpáros depó és a futódepó a pálya kialakításától függően lehet egy helyen vagy külön is. A bedepózás során a rendezők átveszik a felszerelést, valamint ellenőrzik a kerékpár biztonságos és szabályos felszerelését (fékek állapota, fékkarok elhelyezkedése, kormányvégek dugózottsága, könyöklő tilalma a bolyozós versenyeken) és a kerékpáros sisakot. A versenyzők a felszerelésüket az előre kijelölt, rajtszámukkal jelzett helyre teszik. Általában ilyenkor írják fel a karjukra filctollal a rajtszámot (lásd a képet a lap tetején), mivel szárazföldi számokban használatos rajtszám a vízben nem viselhető. A depó nyitásától a felszerelések elszállításáig a depóba csak a rajtszámmal rendelkező versenyzők és a rendezők léphetnek be.

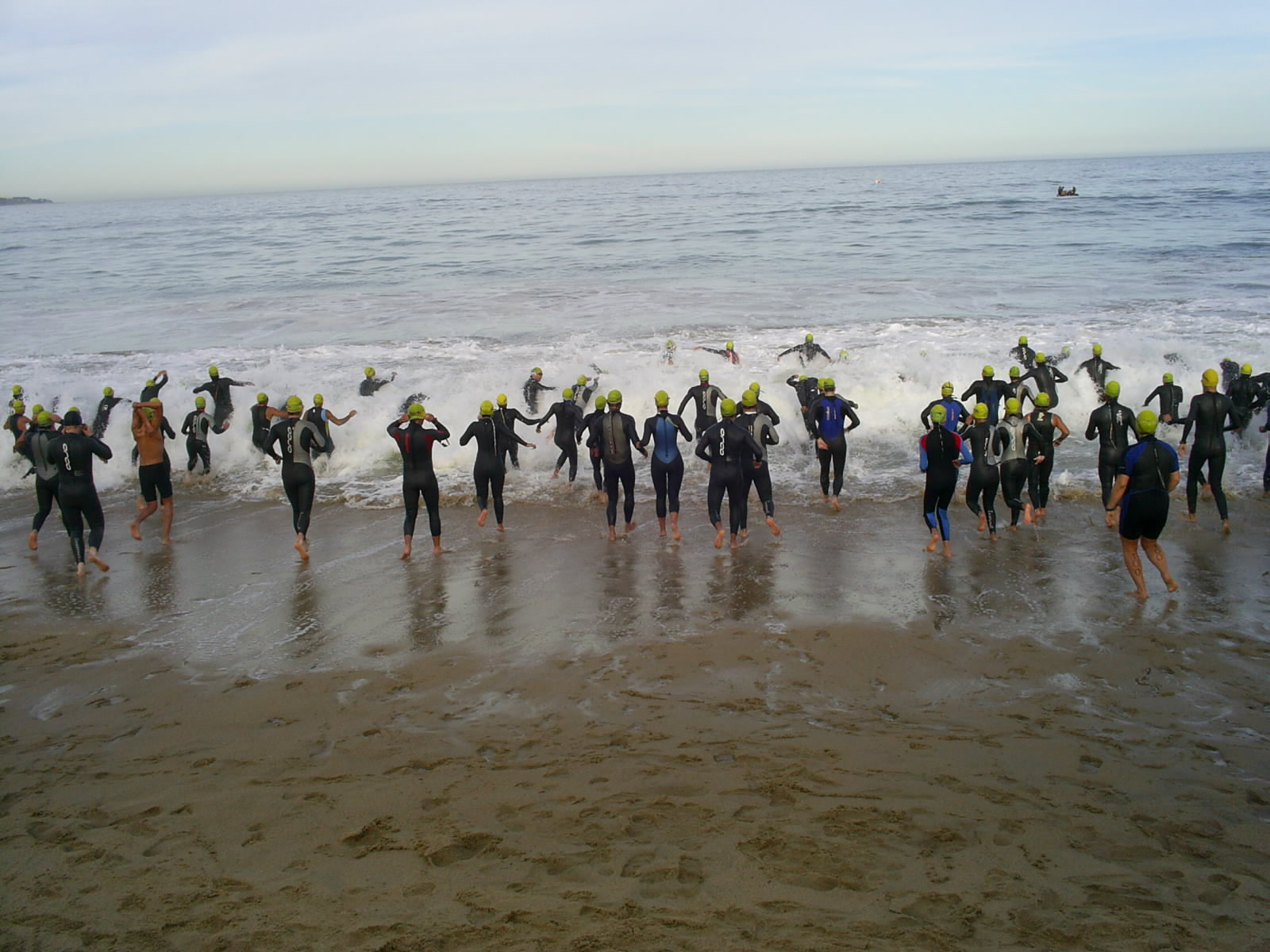
Viña del Mar, Chile: tengeri rajt vízbe futással

### Úszás
Az úszást rendezhetik medencében vagy nyílt vízben is, de a résztvevők nagy száma miatt az utóbbi a gyakoribb. Az úszópályát elsősorban tavakban (külföldön tengerben is) jelölhetik ki. Szükség esetén a rövidebb távú versenyek úszószáma nem túl gyors folyású folyóban is megrendezhető. (Ez a megkötés a tereptriatlonokra nem vonatkozik.) A nyílt vízi úszás rajtja történhet a vízből, pontonról vagy a szárazföldről befutással is. Folyóvízben nem szabad vízből rajtoltatni.

#### A rajt
A triatlon az úszással kezdődik, ezért az úszás rajtja egyben a verseny rajtja is. A rajt előtt megadott idővel a versenyzőknek a bedepózást be kell fejezniük, és a rajtterületen jelentkezniük kell. Lehetőségük van a vízi bemelegítésre is, amelyet szárazföldi rajt előtt szintén időre be kell fejezni, hogy a rajthoz felsorakozhassanak. Vízből való rajtoláskor egy megadott vonal mögött kell várni a rajtot. A rendezők rendszerint lehetőséget biztosítanak a kiemelt versenyzőknek, hogy a mezőny előtt külön sorból indulhassanak.
| |                                                                            |                                                                                                |
| A bekerített rajtterület a rajt előtt. Jobbra a rajtkapu, középen a jelentkezés helye, baloldalt a depóhoz vezető folyosón a versenyzők rajtszámmal ellátott szatyrai | A rajt előtt a versenyzők egy része még melegít, mások már a rajtot várják | A rajtot követő másodpercekben hamar széthúzódik a mezőny. Piros sapkában a kiemelt versenyzők |

#### Biztonsági kérdések
A mezőnyt a vízben evezősök kísérik, és szükség esetén segítséget nyújtanak. Szélsőséges időjárási körülmények (nagyon hideg víz, erős szél, köd) esetén előfordul, hogy a versenyzők védelme érdekében az úszás távját lerövidítik, nagyon ritka esetben az úszás egészen elmarad. Máskor csak elhalasztják a meghirdetett rajtot, ha remény van rá, hogy egy óra múlva elég meleg lesz a víz. Nyílt vízi úszáshoz előzetesen be kell szerezni az ÁNTSZ igazolását is a víz minőségéről. (Ha az igazolás hiányzik vagy a víz fertőzött, az úszást nem szabad megtartani.)

#### Úszótechnika

Ez a versenyző mellőzi a karmunkát, és nem teszi be rendesen a fejét a vízbe, viszont erős mellúszó lábtempókat használ. Valószínűtlen, hogy ilyen energiapazarlás után eredményesen tudjon kerékpározni és futni.

Az úszósporttal szemben a triatlonban nemcsak a jó időeredmény, hanem az energiák tartalékolása is fontos, hiszen a vízből kijőve még két versenyszámot kell teljesíteni. A triatlonisták ezért igyekeznek kímélni a lábukat. Az úszásnem nincs megkötve, de a felkészültebb versenyzők nemcsak a nagyobb sebesség miatt részesítik előnyben a gyorsúszást, hanem azért is, mert ott a mellúszásnál nagyobb a karmunka szerepe, és ezáltal jobban tudják pihentetni a lábukat. A gyorsúszás hátránya a nehezebb tájékozódás, ami nyílt vízben „cikkcakkozáshoz”, feleslegesen megtett távhoz vezethet. Az egyedüli korlátozás, hogy nem szabad a víz alatt úszni.
Úszás közben nem tilos a bolyozás, vagyis a másik versenyző lábvizén való energiatakarékos úszás, és ezt a versenyzők általában igyekeznek is kihasználni. Az olyan versenyeken, ahol a kerékpározásnál engedélyezik a bolyozást, az élmezőnyben a jó eredmény eléréséhez nélkülözhetetlen a csatlakozás egy jó tempóban haladó bolyhoz. Éppen ezért a versenyzők igyekeznek már az úszás során pozícióba kerülni, mert néhány másodperces késés a partra szállásnál sokkal nagyobb hátrányt eredményezhet a verseny későbbi szakaszában. A mezőny végén haladó amatőr versenyzőknek kevesebbet számít egy-két másodperc, ők inkább az energiatakarékosságot helyezik előtérbe.

#### Speciális felszerelések

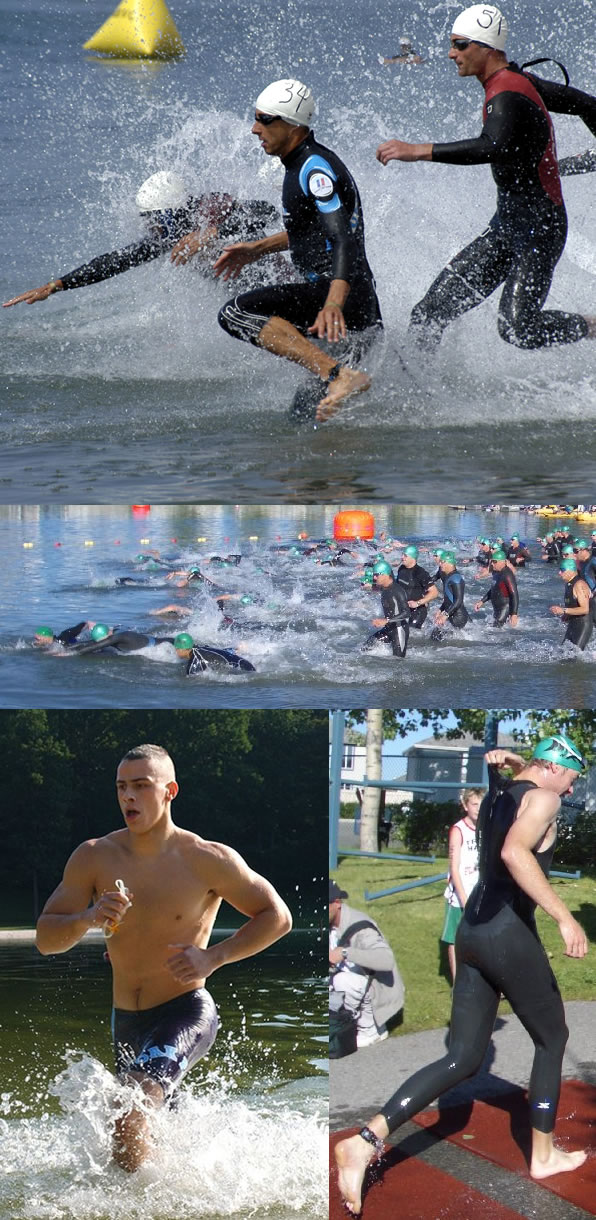
Különböző típusú neoprénben, illetve neoprén nélkül versenyző triatlonisták, bokájukon az időmérő chippel. A felső képen látható a hátul futó versenyző hosszú cipzárhúzója.

- Triatlonmez: gyorsan száradó anyagból készült egy- vagy kétrészes ruha, amelyet olyan betéttel láttak el, hogy mindhárom versenyszám teljesíthető legyen benne. (Egy hagyományos betétes kerékpárosnadrágban például nehéz lenne futni, míg egy betét nélküli nadrágot a legtöbb ember alsóneművel viselne, ami az úszást nehezíti, és lassan szárad.) A triatlonmez előnye, hogy megtakarítható vele az átöltözés ideje. A kétrészes mez felső részét a férfiak felvehetik a verseny előtt vagy az úszást követően is. A modern triatlonmezek felülete úgy van kialakítva, hogy csökkentse a test közegellenállását.
- Neoprén: a víz hidege ellen használt speciális gumiruha. A Neoprene eredetileg a DuPont cég által kifejlesztett anyag márkaneve,[15] de Magyarországon köznevesült formában használják az angolul wetsuitnak nevezett vízisportöltözékek megnevezésére. Az úszáshoz használt neoprén különbözik a szörfösök és vízisielők neoprénjétől, mivel a karok és vállak szabad mozgását is lehetővé kell tennie. A hátsó cipzáron gyakran hosszú madzagot látunk, hogy a versenyző egyedül is gyorsan tudja fel- és levenni a neoprént. A neoprén ruha jobb vízfekvést biztosít, ezáltal gyorsítva a versenyzőt, ezért csak hideg vízben engedélyezik a használatát. A versenyszabályzat a távtól függően határozza meg azt a két vízhőmérsékletet, amely alatt engedélyezett, illetve amely alatt kötelező a neoprén viselése.

### Depózás
A depózás a verseny két száma közötti átmenet. Nincs meghatározva, hogy mennyi időt lehet a depóban tölteni (bár a kerékpározás és a futás megkezdéséhez állíthatnak fel limitidőket), de a depózás is beleszámít a versenyidőbe, ezért a depóban a versenyzők futva közlekednek. A depóidőket az eredménylistában külön is feltüntetik, de a versenyzők oklevelén a kerékpározás idejéhez szokták hozzáadni.
A depózás legfőbb szabályai:
- A depóterületen nem szabad kerékpározni, hanem tolni kell a kerékpárt.
- A kerékpárt érinteni csak becsatolt bukósisakkal szabad (azaz a sisak felvétele előtt nem szabad a kerékpárhoz nyúlni, és a kerékpár állványra helyezése előtt nem szabad kicsatolni a sisakot).
- A depóban csak versenyzők és rendezők (esetleg sajtósok) tartózkodhatnak. A területet a rendezőknek őrizniük kell.

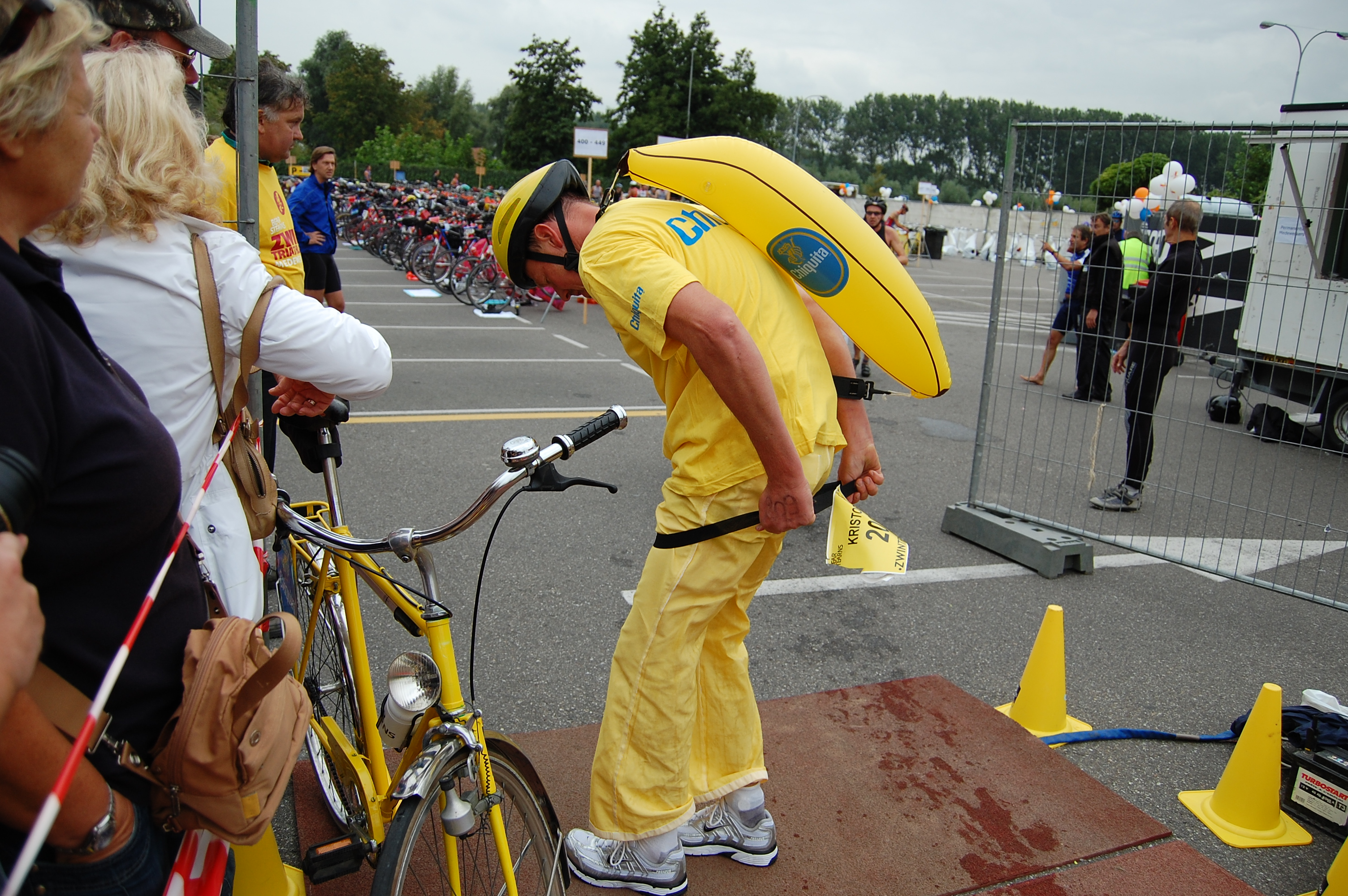
Ilyen kerékpárral csak tréfából triatlonoznak (háttérben a depó)

A depózás jellege is eltér a versenytávtól függően. Sprinttávon jellemzően nem öltöznek át a triatlonisták, hanem (ha nem rendelkeznek a fent említett gyorsan száradó triatlonmezzel) úszóruhában teljesítik a többi számot. Az ilyen versenyeken gyakran öltözősátrat sem biztosítanak a depóterületen a rendezők. Ugyancsak a rövidebb távokra jellemző, hogy a kerékpáros cipőt a versenyzők a pedálra csatolva készítik ki a bedepózás során, a vízből kijövet pedig mezítláb tolják ki a kerékpárt a depóból, és csak menet közben lépnek bele a cipőbe. A leghosszabb távokon viszont a depóidő kevésbé számít a teljes versenyidőhöz képest, de nagyobb fontosságot kap a kényelmes öltözék, ezért a versenyzők a számok között átöltöznek, akár le is zuhanyoznak.
A második depózásra is igazak a fentiek. A kerékpározáshoz általában speciális cipőt használnak, amit ilyenkor futócipőre kell cserélni.

### Kerékpározás
Mint már szó volt róla, a verseny kerékpáros szakaszát a bolyozás engedélyezése vagy tiltása határozza meg. Mindkét esetben igaz azonban, hogy a versenyzők igyekeznek beosztani az energiájukat, hiszen a kerékpárról leszállva még futniuk is kell. Sok versenyző ezért a kerékpáros szakasz végén „pörgősebb” fokozatra vált, azaz nagyobb fordulatszámmal teker, hogy az izmait ellazítsa. Kerékpározás közben a versenyzők a rajtszámukat hátul viselik.

#### A pálya
A kerékpározást (a tereptriatlon kivételével) jó minőségű aszfalt- vagy betonúton rendezik. Rövidebb távokon törekedni kell a pálya teljes lezárására, de ez nem mindig oldható meg. A hosszabb távokon gyakoribb, hogy a versenyzők közúti forgalomban haladnak. Azonban ilyenkor is elsőbbséget és akadálytalan továbbhaladást kell biztosítani a számukra a versenypálya egész hosszában, azaz forgalmi okból a versenyző nem kényszerülhet lassításra vagy megállásra. Ez alól kivételt csak a vészhelyzet (például megkülönböztető jelzést használó jármű elhaladása), illetve közép- és hosszabb távok esetén a vasúti átkelőkön való áthaladás jelent. (Tehát a rövidebb távú versenyeken még a vasúti átjáróban is elsőbbséget kell biztosítani a versenyzők számára!) A vasúti átkelőknél tartózkodó versenybírók feljegyzik a versenyzők várakozásának idejét, és ezt utólag levonják a kerékpározás idejéből (ezt nevezik időjóváírásnak).
A szabályok nem írják elő a szintemelkedést, vagyis a kerékpározást dombos vagy hegyes úton is meg szabad rendezni. A rendezők kötelessége, hogy az összes szintemelkedést a versenykiírásban közzétegyék. A tereptriatlon-versenyeken kifejezetten kívánatos a nagy szintkülönbségű pálya kijelölése.

#### A kerékpár

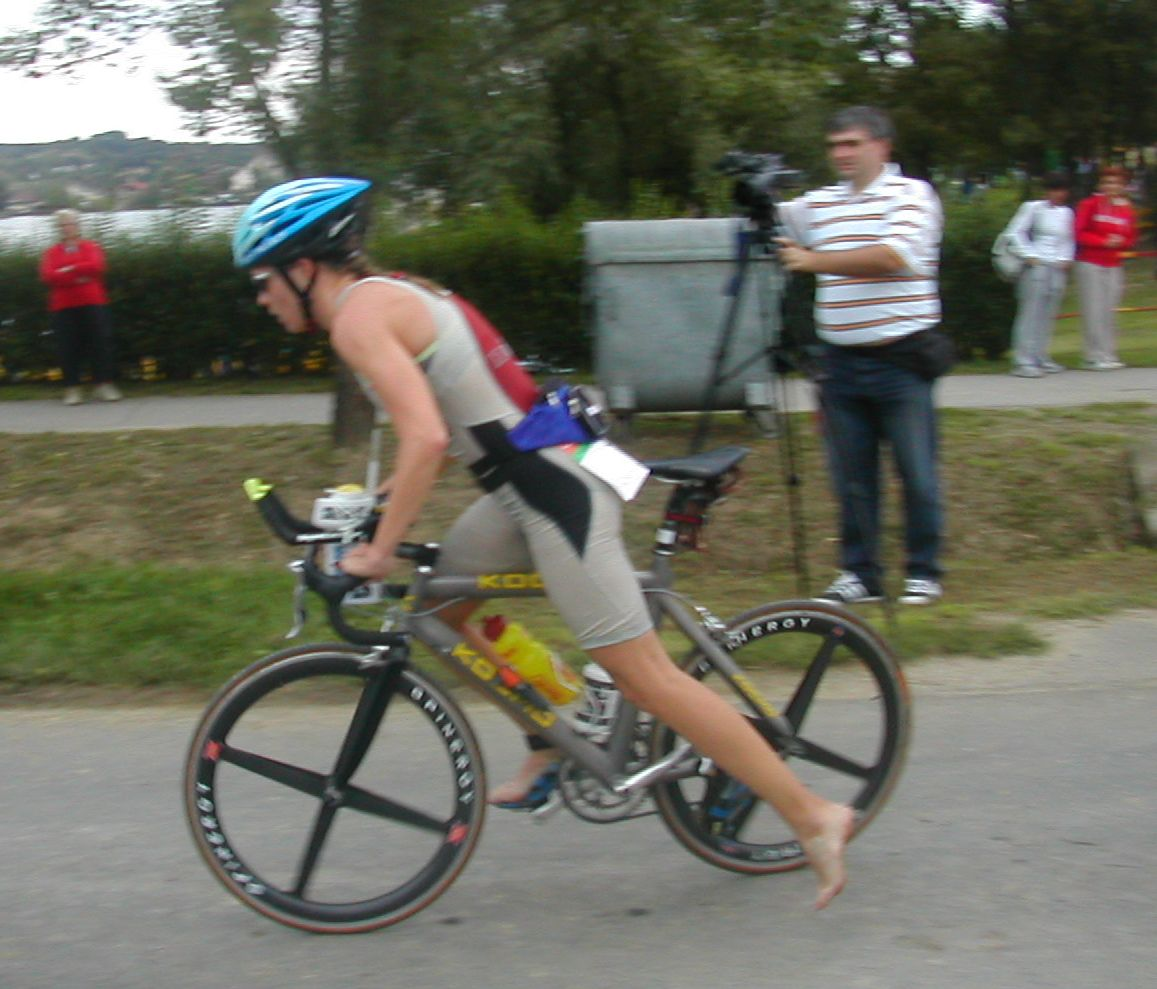
Harsányi Zsuzsanna, úton az ötödik bajnoki címe felé, megkezdi a kerékpározást a 2005-ös hosszú távú országos bajnokságon. Figyeljük meg a könyöklőt, az áramvonalas kerekeket és a triatlonmezt. A mezítlábas indulás és a pedálra csatolt cipő a hosszú távú versenyeken kevésbé szokásos, de az első helyért kiélezett küzdelem folyik. Az övtáska energiaszeletek és -gélek tárolására szolgálhat.

A triatlonozáshoz kifejlesztett kerékpár abban tér el az országúti kerékpártól, hogy a nyeregcsöve meredekebb, ezáltal az ülés előrébb kerül, s így más izmok terhelődnek nagyobb mértékben. Ez az elrendezés segíti a könyöklést, és megkönnyíti a kerékpározás utáni futást. A kerékpár más geometriai jellemzőiben is törekednek az áramvonalasság növelésére, ami az egyedül haladó versenyző hatékonyságát növeli. Ilyen kerékpárja nem minden versenyzőnek van; a műúton rendezett versenyekhez az országúti kerékpár is alkalmas, sőt a szabályok egyáltalán nem kötik meg a kerékpár típusát. A tereptriatlonokat kifejezetten hegyikerékpárosoknak írják ki.
A balesetek elkerülése érdekében a kormányvégekben kötelező a dugó, a fékkarok nem állhatnak előre, és általában tiltják az olyan megoldásokat, amelyek ütközés esetén a sérülés veszélyét növelik. A serdülő korosztályú és fiatalabb versenyzők számára korlátozzák a kerékpáron alkalmazható áttételt is (a leggyorsabb fokozatban egy pedálfordulat alatt legfeljebb 6,8 méter utat tehet meg a kerékpár).
Technikai hiba esetén a kerékpár bármely része cserélhető a verseny közben, kivéve a vázat. Ez a szabály azt biztosítja, hogy ne lehessen a teljes kerékpárt cserélni. A rendezők biztosíthatnak műszaki segélyautót, amelybe a versenyzők gyakran komplett pótkereket adnak le, hogy defekt esetén ne kelljen belsőt cserélni.

#### Speciális felszerelések
- Könyöklő: ez a kormányra erősített toldalék, amely nevéhez illően könyöklő helyzetet biztosít a versenyző számára, aki ezáltal a felsőtestét pihentetni tudja, illetve más izomcsoportokat mozgat meg. Használatát csak azokon a versenyeken engedélyezik, ahol bolyozási tilalom van. A könyöklő testhelyzet a lap tetején a középső képen látható.
- Bukósisak: a triatlonversenyeken a kerékpározás során kötelező a használata.

### Futás
A futás során a triatlonisták már az izmaikban érzik az úszás és a kerékpározás hatását, ezért szinte mindig rosszabb időeredményt érnek el, mint amire ugyanilyen távon egy futóversenyen képesek lennének. A hosszabb távokon az amatőr versenyzők közül sokan gyalogolnak is a pálya egy részén. Különösen nehéz a futás első része, a kerékpározásról a futásra való átállás szakasza, amelyre a versenyzők külön is edzenek. Sok versenyző táplálkozási nehézségekkel is küzd.
A rajtszámot a futás megkezdésekor előre kell áttenni.

#### A pálya
A futópálya szabályozása hasonlít a kerékpáros pályáéhoz, azaz itt is hasonlóan kell biztosítani a versenyzők haladását, és szintes pályát is ki szabad alakítani. A futópálya burkolata azonban nincs szabályozva.

#### Speciális felszerelés
- Kerekes szék: a mozgássérült versenyzők a futóversenyekhez hasonlóan kerekes székkel teljesíthetik a futást.

## Csapatversenyek
A triatlon alapvetően egyéni sportág, de csapatversenyeket is rendeznek. A magyar versenyszabályzat ennek három hivatalos formáját írja le:
- Csapatverseny: a csapat legalább három (duatlonban a női csapat legalább két) azonos nemű versenyzőből áll, akik a versenyt egyénileg teljesítik. A csapat ideje az első három (illetve női duatloncsapatnál az első két) versenyző idejének összege.
- Klubcsapatverseny: a csapat 3-5 azonos nemű, azonos korosztályú versenyzőből áll. (A korosztályok az általános szabályoktól eltérően vannak megállapítva.) A versenyzőket csapatonként indítják, 2-3 perces követési időkkel. Nem kötelesek végig együtt maradni, de a kerékpározást és a futást is csak akkor kezdhetik meg, ha legalább három csapattag befejezte az előző számot, és a klubcsapat versenyidejét is a harmadik csapattag beérkezése határozza meg. A kerékpáros számban a csapattagok egymás között bolyozhatnak is.
- Váltó-csapatverseny: a három azonos nemű versenyző közül az első úszik, a második kerékpározik, a harmadik fut.

Esetenként a fentieken kívül más versenyeket is meghirdetnek. Az eXtreMan versenyen például legfeljebb hattagú váltók tetszés szerint oszthatják fel maguk között a teljes távot, csak a váltóhelyekhez kell igazodniuk.

## A triatlon az olimpián

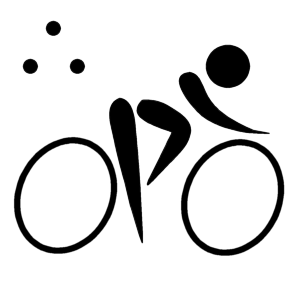
A triatlon olimpiai jelképe

A triatlon – a NOB 1994-es párizsi döntése nyomán – először 2000-ben került fel a sydneyi olimpia versenyszámai közé. Az olimpián rövid távú versenyeket rendeznek, ezért hívják ezt a távot olimpiainak is. A bolyozás engedélyezve van. 
Részletesebben lásd:
- 2000, Sydney
- 2004, Athén
- 2008, Peking

2008 decemberében a NOB felvette a triatlont a 2010-ben Szingapúrban debütáló Ifjúsági Olimpia programjába is. Az első Ifjúsági Olimpián sprinttávú egyéni versenyt és váltóversenyt rendeznek.

## Fontosabb magyar versenyek
- eXtremeMan – 1990 óta rendezik meg minden évben Nagyatádon, 1991 óta többször adott otthont a hosszútávú triatlon országos bajnokságnak.
- Vasi Vasember: a legnagyobb hagyományú magyar triatlonverseny, amelyet évente rendeznek Szombathelyen. Bár a verseny neve az ironman tükörfordítása, de ez a verseny rövid (olimpiai) távú. Az első Vasembert 1984-ben Lovasi András, a KISZ Vas Megyei Bizottságának sportfelelőse kezdeményezte a hawaii Ironmanről készült dokumentumfilm hatására. (Akkor még 1,1 km úszás, 50 km kerékpározás és 10 km futás volt a táv.) Ez volt az első magyar triatlonverseny, és 2000 kivételével azóta is megrendezik.[20]
- Triatlon Nagyhét: Tiszaújvárosban évente megtartott összejövetel, amelynek során különböző versenyeket, köztük világkupa-futamot is rendeznek.
- Triatlon Tour: A Magyar Triatlon Szövetség különböző távú versenyekből álló éves pontszerző versenysorozata
- X2S: tereptriatlon versenysorozat
- Triatlon VB: 2010 szeptemberében Budapesten rendezték a világbajnokságot olimpiai távon.
- Balaton Super Triatlon: egy alkalommal, 1989-ben megrendezett verseny, amely az ironmannél hosszabb távú volt, ugyanis a kerékpározás egy 198 kilométeres Balaton-kerülésből állt. Jelentősége abban áll, hogy ez a verseny indította el Magyarországon az ironmanmozgalmat.[21]

## Triatlonszervezetek
- Magyar Triatlon Szövetség (MTSZ): a triatlon országos sportági szakszövetsége, az ETU és az ITU tagja. A honlapján megtalálható a versenynaptár is. Elnöke Kindl Gábor. (http://www.triatlon.hu)
- Európai Triatlonszövetség (European Triathlon Union, ETU) (https://web.archive.org/web/20110208203403/http://www.etu-triathlon.org/)
- Nemzetközi Triatlonszövetség (International Triathlon Union, ITU): a sportág nemzetközi szervezete. Világbajnokságot és világkupát rendez olimpiai távon, világbajnokságot középtávon, emellett a duatlon és a téli triatlon sportágat is szervezi. A triatlonon belül elsősorban az olimpiai távú versenyekkel foglalkozik. Az ITU által rendezett „hosszú távú” versenyek valójában középtávúak (lásd A klasszikus felnőtt távok fejezetet). (http://www.triathlon.org)
- Nemzetközi Ultratriatlon-szövetség (International Ultra Triathlon Association, IUTA): a nemzetközi ultratriatlon-versenyrendszer irányítója. (http://www.iutasport.com)
- World Triathlon Corporation (WTC): a nemzetközi sportági szövetségi rendszertől független üzleti vállalkozás, az Ironman és Ironman 70.3 versenyek irányítója és jogtulajdonosa, valamint az Ironman márkájú sporttermékek forgalmazója (http://www.ironman.com)

### Versenyek
- A nagyatádi hosszú távú verseny és a Duatlon OB
- A 2010-es budapesti világbajnokság honlapja Archiválva 2008. április 12-i dátummal a Wayback Machine-ben
- A középtávú triatlon OB (Szigeti Triatlon) honlapja

### Fórumok
- Triatlon Magazin fórum
- Az Index Fórum triatlon topikja
- A Futanet Triatlon topikja
- A Magyar Triatlon Szövetség fóruma
- Az Online Edzésnapló triatlon topicja

### Egyéb
- Versenyszabályzat Archiválva 2008. április 12-i dátummal a Wayback Machine-ben
- Triatlon.lap.hu
- Triatlon Magazin – hírek, cikkek, beszámolók, képek, videók és sok egyéb
- Edzéstervek, cikkek, beszámolók
- Edzéstervezés, elméleti cikkek
- A profi hosszú távú triatlonversenyzők honlapja
- Ultratriatlon versenynaptár[halott link]
- Kvalifikációs rendszer a pekingi olimpiára
- Triatlon! (Majdnem) minden, amit a triatlonról tudni érdemes; szerk. Baranyai László; Baranyai László, Bp., 1995
- Martin Engelhardt: A sikeres triatlon-edzés. Technika, edzés, verseny; ford. Kiss Pál; SubRosa, Bp., 1996
- A Magyar Triatlon Szövetség alapszabálya; MTSZ, Szekszárd, 1997
- Magyar Triatlon Szövetség. Versenyszabályzat, 1997; MTSZ, Szekszárd, 1997
- Jörg Birkel–Marie-Astrid Becher: Triatlon; ford. Gyurica Ildikó; Cser, Bp., 2013 (Fitten & egészségesen)
- James Beckinsale: Triatlon. Edzés és versenyzés; ford. Horváth István; HVG Könyvek, Bp., 2018
- Matt Fitzgerald: Vasemberek. Mark Allen, Dave Scott. Szenvedés és szenvedély, hajsza a végsőkig, minden idők legnagyobb triatlonpárharca; ford. Dudik Annamária Éva; Park, Bp., 2018 (Veszélyes övezet)
- Ironman. A legkeményebb állóképességi verseny hivatalos, illusztrált kézikönyve; Alexandra, Pécs, 2018
- Sólyomi Dávid: Egy ironman vallomásai. Lépj ki a félelmeid árnyékából, és érd el mindazt, amire eddig nem hitted, hogy képes vagy!; Bioenergetic, Bp., 2019